# Spioniades abbreviata
Spioniades abbreviata är en fjärilsart som beskrevs av Paul Mabille 1888. Spioniades abbreviata ingår i släktet Spioniades och familjen tjockhuvuden. Inga underarter finns listade i Catalogue of Life.